# 埼玉県河川公社
一般財団法人埼玉県河川公社（さいたまけんかせんこうしゃ）は、河川愛護思想の普及と河川マリ－ナの整備運営の円滑な推進のために設立された一般財団法人。1992年（平成4年）設立。

## 組織概要
- 理事長（代表理事）：奥ノ木信夫（川口市長）
- 所在地：川口市弥平3-12-8

## 主な業務
大場川マリーナ（八潮市）と芝川マリーナ（川口市）の管理運営を中心に事業を行っており、経営方針には水辺レクリエーション事業の振興、不法係留対策、河川の環境美化なども含まれている。

## 管理する施設
大場川マリーナ（八潮市古新田）
保管規模167艇
芝川マリーナ（川口市弥平）
保管規模95艇

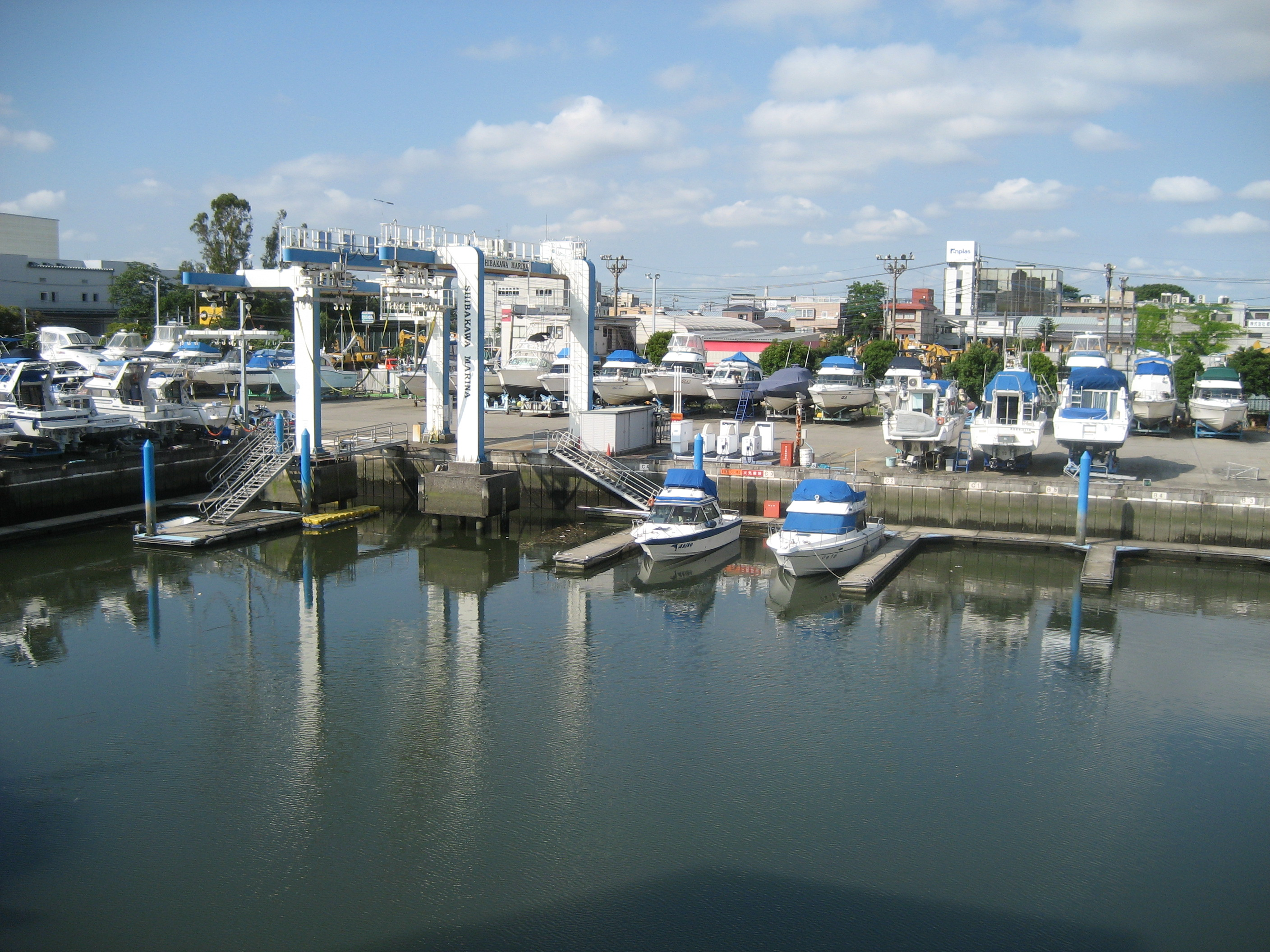
芝川マリーナ
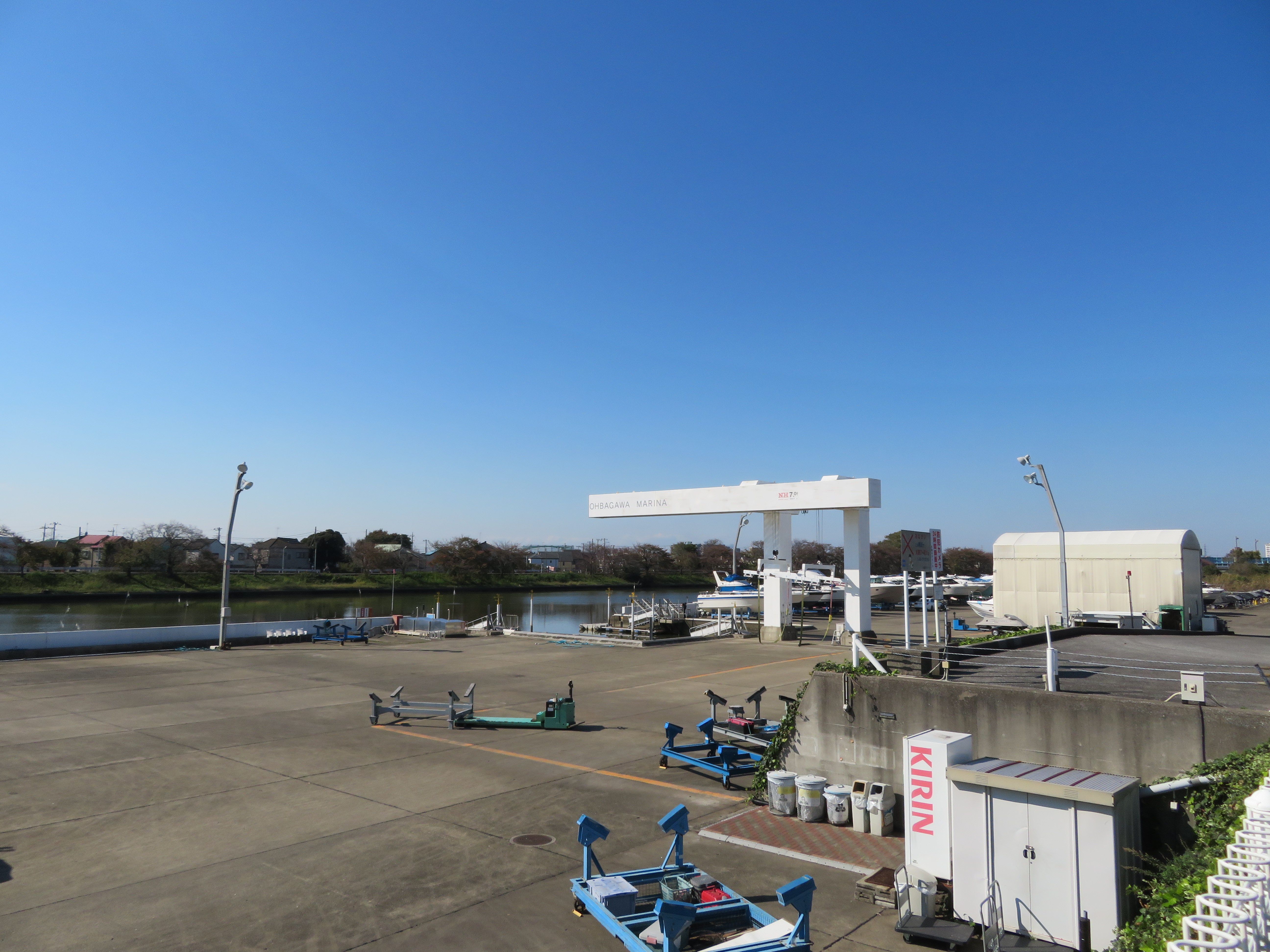
大場川マリーナ